# Zeichendrucker

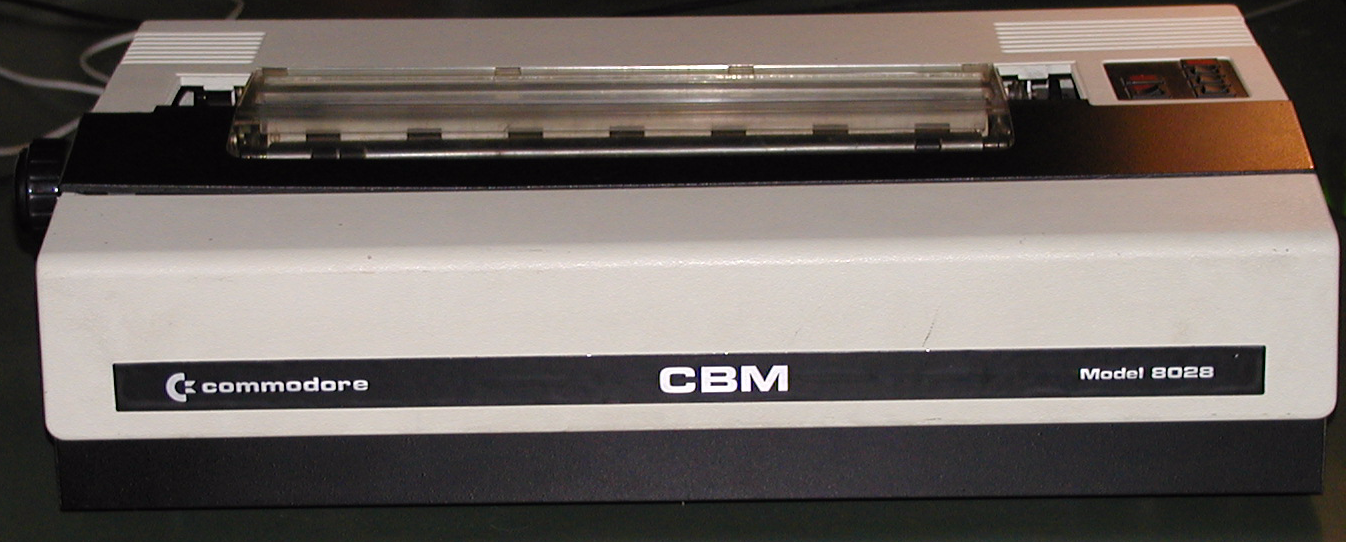
Typenraddrucker

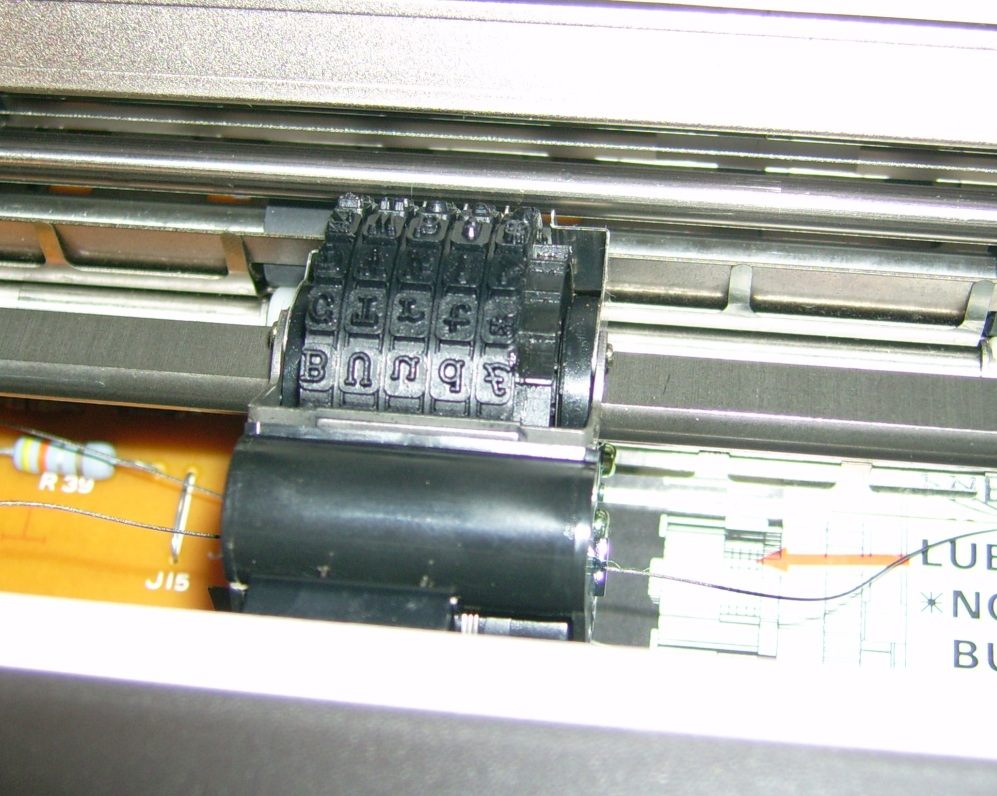
Druckkopf eines Zeichendruckers

Ein Zeichendrucker ist Bestandteil der elektronischen Datenverarbeitungstechnik und gilt als Peripheriegerät zur Ausgabe von Listen und Texten auf Papier. Zeichendrucker gehören zur Gruppe der Impact-Drucker. Zu dieser Druckerfamilie gehören der Typenraddrucker und der Kugelkopfdrucker. 
In der Frühzeit der PC-Technik Mitte der 1980er Jahre gehörten Zeichendrucker zum Standardangebot der Druckerproduzenten. So behaupteten sich Zeichendrucker wegen ihres besseren Schriftbildes im Vergleich zu den Nadeldruckern im Büro-Bereich und boten mit dem PC-Anschluss mehr Vorteile als klassische Schreibmaschinen. 
Nachteilig an diesem Verfahren ist, dass die jeweilige Type des Zeichensatzes durch Rotation in die jeweilige Arbeitsstellung gebracht werden muss, was mit einer mehr oder minder großen Verzögerungszeit und Geräuschentwicklung verbunden ist. Hersteller von Typenraddruckern hatten als preisgünstiges Zubehör unterschiedlichste Schrifttypen im Angebot. Speziell bei mehrsprachigen Texten und der Grafikausgabe waren diesem Druckertyp jedoch Grenzen gesetzt. 
In den meisten Anwendungen wurden die Zeichendrucker zunächst durch preiswerte Matrixdrucker (z. B. Nadeldrucker), später auch durch Seitendrucker (z. B. Laserdrucker) ersetzt.